# Calophya rhois
Calophya rhois (лат.) — вид мелких полужесткокрылых насекомых рода Calophya из семейства Calophyidae.

## Распространение
Нативный ареал — Китай, откуда был завезён в другие регионы. Встречаются также в Европе; также Грузия и Турция.

## Описание
Мелкие полужесткокрылые насекомые. Длина 1,7 — 1,8 мм. Внешне похожи на цикадок, задние ноги прыгательные. Основная окраска желто-оранжевая и коричневая. Передние перепончатые крылья более плотные и крупные, чем задние; в состоянии покоя сложены крышевидно. Лапки имеют 2 сегмента. Антенны короткие, имеют 10 сегментов. Голова широкая как переднеспинка.
Взрослые особи и нимфы питаются, высасывая сок растений. В основном связаны со скумпией (Анакардиевые, Сапиндоцветные), а также с Rhus coggygria (род сумах). Вид был впервые описан в 1877 году под названием Psylla rhois Löw, 1877, а его валидный статус подтверждён в ходе ревизии, проведённой в 2000 году швейцарским колеоптерологом Даниэлем Буркхардтом (Naturhistorisches Museum, Базель, Швейцария) и его коллегой Ивом Бассетом (Smithsonian Tropical Research Institute, Панама).